# Stu Hart
Stewart Edward "Stu" Hart (CM, Canadá, 3 de maio de 1915 - Calgary, 16 de outubro de 2003), foi um lutador profissional canadense, promotor e formador. Stu fundou a Stampede Wrestling, uma promoção com base em Calgary, Alberta, e foi pai da famosa dupla de lutadores Bret e Owen Hart.

## Os primórdios
Hart jogou futebol para o Edmonton Eskimos nas temporadas de 1938 e 1939. Stu Hart começou a lutar como wrestler amador quando ele ingressou na YMCA em Edmonton, em 1929. Em 1937 ele ganhou uma medalha de ouro na classe welterweight da Amateur Athletic Union of Canada. Sua carreira amadora teve seu pico em maio de 1940, quando ele ganhou o domínio Amateur Championship Wrestling, à luz da categoria peso pesado. Deve ter sido uma vitória agridoce para Hart como por esse tempo, a Guerra de Mentira tinha terminado na Europa, e a Segunda Guerra Mundial estava começando. Isto levou ao cancelamento dos Jogos Olímpicos, terminando um dos maiores sonhos de Hart, que era ser campeão olímpico.

## Carreira
Foi durante o seu serviço que Stu foi introduzido no wrestling profissional. Após se recuperar de um acidente de carro, Stu competiu em diversas exposições de jogos para entreter as tropas. Em 1946, enquanto recebia treinamento de Toots Mondt, Hart estreou em Nova York e embarcou em uma longa e agitada carreira, em um ponto de wrestling.
Em 1948, Hart, estabelecido na Stampede Wrestling, foi responsável por desenvolver muitos wrestlers de segunda geração. Três anos mais tarde, ele comprou uma mansão em Patterson Heights, Calgary. A casa de Hart agora é considerada um local histórico para as muitas figuras ilustres que passaram por suas portas. O seu porão, conhecido como o Dungeon, serviu desde formação para novos lutadores, a um lugar sagrado com uma extensa herança.
Um treinador e mentor de inúmeros atletas jovens, e um generoso defensor da vida da comunidade em Calgary, Hart, um benfeitor fiel a mais de trinta organizações cívicas e beneficentes, incluindo o Shriners' Hospital para Crianças Aleijadas e o Alberta Firefighters Toy Fund, foi nomeado em 15 de novembro de 2000 para a Ordem do Canadá. Ele foi lá incluido em 31 de maio de 2001.

## Família
Stu considerou sua família a sua maior conquista na vida. Por 53 anos, ele foi casado com E.U. Nascida Helen Smith (m. 2001) e juntos eles criaram doze crianças na mansão Hart. Muitos dos seus filhos passaram a se tornar lutadores ou estavam envolvidos em luta. O casal tem trinta e três netos e um bisneto .
A vida familiar com Stu Hart foi colorida, contando com as frequentes visitas de André the Giant. Ele gostava de cozinhar o jantar nos domingos, para todos seus doze filhos e suas famílias.

## Morte
Hart foi admitido ao Hospital Geral Rockyview em 3 de outubro de 2003, por uma infecção no pulmão e, em seguida, desenvolveu pneumonia. Ele também sofria de doenças associadas com diabetes e artrite. Ele teve um acidente vascular cerebral (AVC) e morreu 13 dias depois.
Em 2005, a cidade de Saskatoon anunciou que uma rua na cidade que está em desenvolvimento será chamada de Hart Road, em honra de Stu Hart.

## No wrestling
- Lutadores treinados por Hart

| - - "Superstar" Billy Graham - Abdullah the Butcher - Bad News Brown - Ben Bassarab - Ricky Fuji - Billy Jack Haynes - Bret Hart - Bruce Hart - Chris Benoit - Chris Jericho | - - Teddy Hart - Davey Boy Smith - Fritz Von Erich - Gama Singh - Gene Anderson - Gene Kiniski - George Scott - Gorilla Monsoon - Greg Valentine - Honky Tonk Man | - - Jim Neidhart - Johnathan Holliday - Jos Leduc - Jushin Liger - Justin Credible - Keith Hart - Klondike Bill - Larry Cameron - Tim Le Strange - Eduardo Miguel Perez | - - Luther Lindsey - Lance Storm - Mike Michaels - Nikolai Volkoff - Owen Hart - Paul LeDuc - Reggie Parks - Ross Hart - Sandy Scott | - - Shinya Hashimoto - Smith Hart - Steve Blackman - The Junkyard Dog - The Dynamite Kid - The Stomper - Edge - Kip Abee - Brian Pillman |

## Campeonatos e realizações
- Cauliflower Alley Club

- Iron Mike Mazurki Award ( 2001 )

- Stampede Wrestling

- Stampede Wrestling Hall of Fame [2]

- Wrestling Observer Newsletter awards

- Wrestling Observer Newsletter Hall of Fame (Classe de 1996)

### Outros títulos
- Northwest Tag Team Championship (2 vezes) - com Pat Meehan e Luigi MACERA

- Dean Youngs Foundation